# ケイデンス・レコード
ケイデンス・レコード（Cadence Records）は、アメリカにかつて存在したレコードレーベルである。1952年設立。1964年廃業。

## 歴史
1952年、人気司会者アーサー・ゴッドフリーの番組の音楽監督であった指揮者・バンドマスターのアーチー・ブレイヤーによって設立される。最初のレコードはゴッドフリー司会の番組出身者のジュリアス・ラ・ローザのデビュー曲「Anywhere I Wander」であった。初期の所属歌手はゴッドフリー司会の番組出演者が占めた。
1953年10月、ブレイヤーとラ・ローザがゴッドフリーの番組を解雇される。
1954年、コロムビア・レコードから移籍したザ・コーデッツの「Mr. Sandman」が全米1位を記録する。前年にRCAレコードからデビューしたアンディ・ウィリアムスが所属となる。
1955年、俳優ビル・ヘイズの「デイビー・クロケットの歌（The Ballad of Davy Crockett）」が全米1位を記録する。
1957年、エヴァリー・ブラザースのデビュー曲「バイ・バイ・ラヴ」が全米2位、「起きろよスージー」が全米1位を記録する。
1958年、エヴァリー・ブラザースの「夢を見るだけ」が全米1位、「バード・ドッグ」が全米2位を記録。ザ・コーデッツの「ロリポップ」が全米2位を記録する。アンディ・ウィリアムスの「カナダの夕陽（Canadian Sunset）」は全米7位を記録している。
1960年、ジャズとブルース専門の子会社キャンディド・レコードを設立する。ジョニー・ティロットソンの「ポエトリー」が全米2位、全英1位を記録する。
1962年11月、コメディアンのヴォーン・ミーダーがジョン・F・ケネディのモノマネで吹き込んだコメディ・アルバム『The First Family』が発売2週間でミリオンセラーを達成し史上最速の売り上げ記録を作る。同アルバムは計750万枚を売り上げ、翌1963年のグラミー賞最優秀アルバム賞を受賞する。3月には続編も製作される。11月22日、ケネディ大統領暗殺事件が起こると、死を利用して儲けたくないというプロデューサーのボブ・ブッカーとアーリー・ダウドの意向のために売れ残りのレコードをすべて廃棄し絶版にする（1999年にCDで再発）。
1964年9月、ブリティッシュ・インヴェイジョンの影響を受け、版権をアンディ・ウィリアムスによって設立されたバーナビー・レコードに売却し廃業する。

## 主なアーティスト
- ジュリアス・ラ・ローザ
- ジャネット・デイビス
- フランク・パーカー
- マリオン・マーロウ
- マリナーズ
- ザ・コーデッツ
- アンディ・ウィリアムス
- エヴァリー・ブラザース
- ジョニー・ティロットソン
- ドン・シャーリー
- リンク・レイ
- ヴォーン・ミーダー
- レニー・ウェルチ
- エディ・ホッジス